# Hans Knieper
Hans Knieper (ukendt fødselsdato – 2. november 1587) var en flamsk maler.
Knieper synes at være den samme som Johan af Antwerpen, hvem Tyge Brahe kalder "Pictor regius Coronæburgensis". Han blev tillige med en tapetvæver hentet fra Brabant i 1577, for at han kunne male de "patroner" dvs. kartoner, hvorefter tapeterne (Gobelin) skulle væves. 1578 fik han ansættelse som kongelig maler på Kronborg. Da tapetmageren allerede samme år døde, fik han dennes løn til mod selv at lede tapetvæveriet. Han rejste derfor til Nederlandene og hentede svende, til dels med deres hustruer og børn. Selv havde han også sin hustru, Marine, med sig. Han arbejdede nu med 20 svende og drenge, og det er en anselig mængde store tapeter, der fremstod efter hans tegninger og under hans ledelse; der var bibelske emner, og der var 111 danske konger foruden Frederik 2. selv og Christian 4.. Tapeterne fik plads dels på Frederiksborg, dels på Kronborg, men allerede 1629 ødelagdes en del af dem ved ildløs på Kronborg. Dog frelstes kongeportrætterne og førtes til Frederiksborg Slot, men kun for at blive luernes rov 1859. Efter de rester, som bevares i Nationalmuseet og på Rosenborg, synes han at have været en duelig mand, men disse talrige arbejder kostede også mange penge. Knieper døde 2. november 1587, inden hans bestilte arbejder vare fuldførte. Enken fik betaling bl.a. for 22 kontrafejer, som manden havde udført.